# Caryocolum laceratella
Caryocolum laceratella is een vlinder uit de familie tastermotten (Gelechiidae). De wetenschappelijke naam is voor het eerst geldig gepubliceerd in 1868 door Zeller.
De soort komt voor in Europa.